# Filip de Crotona
Filip de Crotona (en llatí Philippus, en grec antic Φίλιππος) fill de Butàcides, fou un ciutadà noble de Crotona, vencedor olímpic, que es va casar amb la filla de Telis, tirà de Síbaris.
Obligat a sortir del seu país per aliar-se amb una ciutat enemiga, se'n va anar a Cirene una antiga ciutat de l'actual Líbia. Quan Doreu, fill del rei espartà Anaxàndrides II, es va acostar a la costa líbia en la seva expedició a Sicília, Filip se li va unir amb una galera pagada del seu propi patrimoni, i va morir a Sicília en una batalla entre cartaginesos i segestans. Els habitants de Segesta li van dedicar un monument degut al seu valor, i va ser venerat com un heroi amb sacrificis propiciatoris.